# Zečevo (Krk)
Koordinati:   54°59′46″N, 14°50′03″E
Zečevo je majhen nenaseljen otoček v Jadranskem morju. Pripada Hrvaški.
Zečevo leži v Velebitskem kanalu med mestom Senj in otokom Krkom, od katerega je oddaljen okoli 2 km. Njegova površina meri 0,056 km². Dolžina obalnega pasu je 0,94 km. Najvišji vrh je visok 12 mnm.